# Ms. Pac-Man
Ms. Pac-Man – gra komputerowa wyprodukowana przez Midway jako nieautoryzowany sequel do gry Pac-Man. Została wydana w 1982 roku. Główną postacią w grze jest żeńska wersja bohatera gry Pac-Man. Zasady gry są identyczne jak w poprzedniej części.

## Rozgrywka
W grze pojawia się sześć różnych plansz, w różnych kolorach. Zadaniem gracza jest zebranie wszystkich pigułek znajdujących się na planszy, unikając kontaktu z duchami. Duchy można „zjeść” po spożyciu specjalnej, większej pigułki, jednak możliwość ta ma ograniczenie czasowe.
Na planszy pojawiają się również owoce, których zjedzenie dodaje punkty.